# Mesomys hispidus
Mesomys hispidus é uma espécie de roedor da família Echimyidae.
Pode ser encontrada na Bolívia, Brasil, Peru, Colômbia, Venezuela, Guiana, Suriname e Guiana Francesa.